# Санчес, Кайла
Кайла Ноэль Санчес (англ. Kayla Sanchez; род. 7 апреля 2001, Сингапур) ― канадская пловчиха, специализирующаяся на вольном стиле. Серебряный и бронзовый призёр летних Олимпийских игр 2020 в Токио.. Трехкратная чемпионка мира на короткой воде в эстафетном плавании.

## Биография
Родилась 7 апреля 2001 года в Сингапуре в филиппинской семье.
Санчес дебютировала на крупных международных соревнованиях в 2017 году в составе канадской команды на чемпионате мира по плаванию среди юниоров в Индианаполисе, там выиграла две медали: серебро в индивидуальной дистанции на 200 м комплексным и бронзовую медаль на 100 м вольным стилем, а также участвовала в розыгрыше золотых медалей в женской эстафете, выиграв золото в заплывах 4×100 м и 4x200 вольным стилем, в смешанной эстафете 4х100. Тогда канадская команда побила юношеский мировой рекорд и рекорд чемпионата.
Позже в том же сезоне она также участвовала в чемпионатах среди взрослых, чемпионате мира по водным видам спорта в Будапеште в 2017 году. Санчес была частью канадской команды в женской эстафете 4 × 100 м вольным стилем, заняв четвертое место в общем зачете.
В сентябре 2017 года Санчес была включена в команду Канадских Игр Содружества 2018 года. В индивидуальном порядке она финишировала шестой в дистанции 50 м вольным стилем, седьмой в дистанции 100 м вольным стилем и девятой в заплывах на дистанцию 200 м комплексным стилем. Она выиграла две серебряные медали в составе канадских эстафетных команд в бегах 4×100 м и 4×200 м.
Выступая в составе канадской команды на чемпионате мира по водным видам спорта в Кванджу в 2019 году, она выиграла бронзовые медали в эстафетах 4×100 м и 4×200 м вольным стилем.

### Олимпиада 2020 в Токио
На летних Олимпийских играх 2020 года в Токио она выиграла серебряную медаль в составе канадской команды в эстафете 4×100 м вольным стилем вместе с Ребеккой Смит, Мэгги Макнил и Пенни Олексяк Она также проплыла вольным стилем в заплывах комплексной эстафеты 4×100 м, помогая канадской команде финишировать на первом месте, и заработала бронзовую медаль, когда команда финала финишировала третьей (в финале была заменена на Олексяка).
Санчес объявил о планах изучать политологию в Университете Британской Колумбии, начиная с января 2022 года, после завершения третьего сезона ISL. В рамках учебы она выступала в составе команды по плаванию Thunderbirds UBC.